# Liriomyza jezoensis
Liriomyza jezoensis este o specie de muște din genul Liriomyza, familia Agromyzidae, descrisă de Mitsuhiro Sasakawa în anul 1961. Conform Catalogue of Life specia Liriomyza jezoensis nu are subspecii cunoscute.